# Протоархимандрит Василіянського Чину
Протоархимандри́т Василіянського Чину (грец. πρωτοαρχιμανδρίτης від πρώτος, «перший» + αρχιμανδρίτης, «архимандрит») — головний настоятель монашого Чину святого Василія Великого (від 1931 року — Василіянський Чин святого Йосафата). Протоархимандрита обирає Генеральна Капітула Василіянського Чину терміном на 8 років. Протоархимандрит підлягає безпосередньо Апостольському Престолу.

## Протоархимандрити Василіянського Чину
Протоархимандрити Конґреґації Пресвятої Тройці (1617—1743)
1. Йосиф Іван Велямин Рутський (1617—1626), митрополит
2. Рафаїл Миколай Корсак (1626 — † 28 серпня 1640), ієромонах, єпископ, митрополит
3. Антоній Анастасій Селява (1642 — † 5 жовтня 1655), митрополит
4. Венедикт Терлецький (1656 — † 1661), протоігумен з правами протоархимандрита
5. Яків Іван Суша (1661—1666), єпископ
6. Гавриїл Юрій Коленда (1667 — † 11 лютого 1674), митрополит
7. Пахомій Огілевич (1675—1679)
8. Стефан Мартишкевич-Бусинський (1679—1686)
9. Йосиф Пєткевич (1686—1690)
10. Симеон Огурцевич (1690 — † 13 червня 1698)
11. Йоаким Кушелич (1698—1703)
12. Лев Лука Кішка (1703—1713), від 1711 єпископ
13. Василь Процевич (1713—1717)
14. Максиміан Вітринський (1717—1719)
15. Антоній Завадський (1719—1723)
16. Максиміан Вітринський (1723—1724)
17. Антоній Завадський (1724—1726)
18. Корнилій Столповицький-Лебецький (1726—1730)
19. Антоній Томилович-Лебецький (1730—1736)
20. Василь Полатило (1736 — † 6 травня 1743)

Протоархимандрит Конґреґації Покрови Матері Божої
1. Патрикій Жиравський (1739—1741)

Протоархимандрити об'єднаного Чину (1743—1804)
1. Полікарп Мигуневич (1743—1747)
2. Іпатій Юрій Білинський (1747—1751)
3. Іраклій Лісанський (1751—1759)
4. Іпатій Юрій Білинський (1759 — † 8 квітня 1771)
5. Порфирій Скарбек-Важинський (1772—1780)
6. Йосиф Іван Моргулець (1780 — † 23 травня 1786)
7. Єротей Іван Корчинський (1786—1788), генеральний вікарій
8. Порфирій Скарбек-Важинський (1788—1790)
9. Максиміліан Вільчинський (1790 — † 29 липня 1793), генеральний вікарій із титулом протоархимандрита
10. Атанасій Фальковський (1793—1802), генеральний вікарій із титулом протоархимандрита
11. Юст Гусаковський (1802—1804)

Протоархимандрити Василіянського Чину святого Йосафата (з 1931 р.)
1. Діонисій Дмитро Ткачук (14 липня 1931 — † 24 січня 1944), архимандрит
2. Діонисій Дмитро Головецький (24 січня 1944 — 11 червня 1946), генеральний вікарій
3. Гліб Григорій Кінах (11 червня 1946 — 14 червня 1949), генеральний вікарій
4. Теодосій Тит Галущинський (14 червня 1949 — † 31 серпня 1952), архимандрит
5. Павло Петро Миськів (28 лютого 1953 — 15 лютого 1963), протоархимандрит
6. Атанасій Григорій Великий (15 лютого 1963 — 12 липня 1976)
7. Ісидор Іван Патрило (12 липня 1976 — 19 липня 1996)
8. Діонисій Павло Ляхович (19 липня 1996 — 5 липня 2004)
9. Василій Ковбич (5 липня 2004 — 10 липня 2012)
10. Ґенезій Віомар (10 липня 2012 — 19 липня 2022)
11. Роберт Лисейко (з 19 липня 2022)